# On Photography
Sobre la fotografia (títol original en anglès On photography) és un llibre de Susan Sontag publicat el 1977 que recull en una forma lleugerament diferent els assaigs originalment publicats a The New York Review of Books entre 1973 i 1977.

## Argument i estructura
Sobre la fotografía va suposar un treball revolucionari en la crítica fotogràfica. Susan Sontag va plantejar qüestions ineludibles, en el pla moral i estètic, sobre aquesta forma artística. Hi ha fotografies a tot arreu; tenen la potestat d'impactar, idealitzar o seduir, poden provocar la nostàlgia o poden servir de recordatori, i s'erigeixen en prova contra nosaltres o en el medi per identificar-nos.
Una reflexió sobre la omnipresència de les imatges, una teoria sobre el sentit, la funció, l'ús, la tècnica, la història de la fotografia i la seva relació amb l'art, així com el seu abast polític. Sontag, argumentava com els codis visuals que estableixen les imatges no poden ser aliens a la seva dimensió ètica.
Desenvolupat en 6 capítols:
- A la caverna de Plató, ús i significat de la representació fotogràfica
- Els Estats Units vistos obscurament a través de les fotografies, a partir de les obres de grans fotògrafs americans, prenent com a referent el poeta i humanista Walt Whitman.
- Objectes melancòlics, fotografia i surrealisme; aproximacions nord-americanes i europees sobre la fotografia.
- L’heroisme de la visió, sobre la fotografia abstracta.
- Evangelis fotogràfics, centrat en el coneixement que poden transmetre les imatges, on mostra l'escepticisme que sent per la concepció romàntica dels fotògrafs estatunidencs de la primera meitat del segle xx.[4]
- El món de la imatge

i una Breu antologia de citacions relacionades amb les imatges i la fotografia.

## Crítica
Segons Marina Espasa en la seva ressenya al suplement Llegim del diari Ara, a propòsit de l'Exposició Sobre la fotografia de Susan Sontag al Palau de la Virreina de Barcelona (2020) és una de les obres de referència del segle XX sobre la relació entre observador i objecte mirat, i té intuïcions profundíssimes sobre l’allau d'imatges que encara s’havien de desfermar sobre nosaltres.
Tal com recull Antoni Ribas a l’Ara, en opinió de Valentín Roma, comissari de la mostra de la Virreina, Sontag va manifestar un tipus de narració sobre la imatge que era molt diferent al que s'havia fet fins aleshores, un furor per parlar de la fotografia sense ser-ne un teòric estricte. La pregunta fonamental de Sontag és des de quina perspectiva ètica i política es pot jutjar una imatge; Sontag té un punt molt moralista a l'hora de parlar de les imatges, remarcar que tot i el temps transcorregut des de la seva publicació no ha pas perdut la vigència.

## Edicions
- Sontag, Susan. On photography.  Nova York: Farrar, Straus and Giroux, 1977. ISBN 978-0-374-22626-8.
- Sontag, Susan. On photography. 1st Anchor Books ed..  Nova York: Anchor Books, 1990. ISBN 978-0-385-26706-9.

### Traducció al català
- Sontag, Susan. Sobre la fotografia. Traducció: Anna Llisterri i Boix.  Barcelona: Arcàdia Editorial - Ajuntament de Barcelona, Setembre del 2019, p. 254. ISBN 978-84-949924-0-7.

Amb traducció d’ Anna Llisterri i coeditat per Arcàdia i l’Ajuntament de Barcelona, el volum inclou addicionalment dos articles que es van incorporar al volum pòstum At the Same Time: Essays and Speeches(2007):
- Fotografia: un petit resum (2003), publicat originalment en castellà a El Cultural amb el títol La fotografía: breve suma[7] i en anglès a Los Angeles Times Book Review (On Photography: The Short Course)
- Sobre la Tortura dels altres (2003) publicat en una versió diferent a The New York Times Magazine (The Photographer Are Us)